# LAT52
O LAT52 é uma proteína de tomateiro específica de anteras codificada pelo gene LAT52.
O gene LAT52 é um gene bem específico à espécie (tomate), com números de cópia baixos no genoma. Não foram encontrados homólogos claros desse gene em outras espécies de plantas. Usando a técnica Southern blot, foram descobertos indícios de que o gene LAT52 é uma cópia única do genoma do tomate. 
Para a proteína LAT52, foram encontrados homólogos em plantas da família Solanaceae. Explicitamente, foram encontradas similaridades com as proteínas Zm13, Ole e1 e PS1, que também são similares a diversos inibidores de tripsina Kunitz [figura 9 em ]. Isso sugere que os genes codificam proteínas funcionalmente homólogas.

## Estrutura da Proteína
É uma proteína de 18kDa rica em cisteína.  A proteína tem uma região N-terminal hidrofóbica, com características similares àquelas da sequência sinal secretória eucariótica.

## Função da Proteína
A proteína LAT52 é essencial para desenvolvimento do pólen, visto que experimentos mostraram que plantas com "antisense" LAT52 apresentam dificuldades de germinação. Também, verificou-se que esses problemas estão relacionados a uma hidratação insuficiente no pólen, o que acarreta em um crescimento anormal dos tubos polínicos.

## Estrutura do gene
Tendo como motivação a figura 3.a em , a qual quantifica a expressão do LAT52 em relação a cortes feitos na sequência do gene, a região promotora pode ser dividida nas seguintes regiões:
- 52-A (-492bp to -145bp): aumenta a expressão no pólen
- 52-B (-124bp to -86bp): aumenta a expressão no pólen
- 52-C (-71bp to +110bp): suficiente para direcionar expressão do gene

Por exemplo, a atividade de GUS gerada com o LAT52 "sem cortes" é da ordem 10^4 nmol 4-MU/h/mg de proteína e essa quantidade é reduzida em 10x quando a região 52-A é retirada.
Uma ilustração dessa divisão pode ser encontrada na figura 4.a de .

### 52/56 box
Dentro das partes 52-A e 52-B, há três ocorrências de uma sequência de nucleotídeos conhecida como 52/56 box, que é dada por TGTGGTT. Ela recebe esse nome, pois está presente tanto no LAT52 quanto no LAT56 [figura 2.b ].
Há evidências de que a 52/56 box é essencial para a alta expressão do gene.
Uma delas é dada pela análise da atividade do gene após diferentes configurações da região upstream, foi verificado que a atividade é maior quando há uma maior quantidade dessa sequência [figura 7 ]. Por exemplo, a atividade na presença de duas cópias da região 52-A (que contém duas 52/56 boxes) foi 1,8 vezes maior do que na presença de uma cópia.
Outra evidência é dada após notar que alterações dessa sequência afetaram significativamente a expressão do LAT52. Precisamente, foi verificado que a remoção da tripla TGT, dentro da 52/56 box, levou a uma redução da atividade em 2x e a substituição da dupla GG pela dupla CA levou a uma redução em 10x [figura 8.a ].

## Especificidade no pólen
Há dados que comprovam a especificidade da atividade do gene LAT52 no pólen. Explicitamente, verificou-se que seus níveis de mRNA em anteras são de 20 a 50 vezes mais altos do que em pétalas e 200 vezes mais altos do que em órgãos vegetativos.
Uma possível justificativa para isso é dada pelo fato de que as sequências upstream 52-A e 52-B, que contém 52/56 boxes, estão mais presentes no pólen do que em outras partes da planta. Por exemplo, essas sequências não são encontradas no endosperma [figura 4 ].
Como o papel da 52/56 box dentro do gene LAT56 é similar ao descrito para o LAT52, é possível sugerir um possível papel global dessa sequência para o desenvolvimento de pólen.